# بينجامين كاردونا
بينجامين كاردونا (بالإسبانية: Benjamín Cardona)‏ هو لاعب كرة قدم كولومبي في مركز الهجوم، ولد في 17 يوليو 1957 في La Unión, Valle del Cauca ‏ في كولومبيا. لعب مع أتلتيكو ناسيونال وديبورتيفو بيريرا.

## وصلات خارجية
- بينجامين كاردونا على موقع الاتحاد الدولي (مؤرشف)  (الإنجليزية)
- بينجامين كاردونا على موقع أوليمبيديا (الإنجليزية)